# Richard Bass
Richard 'Dick' Bass (fulde navn Richard Daniel Bass) (født 21. december 1929 i USA, død 26. juli 2015) var en amerikansk bjergbestiger og ejer af ski- og bjergbestigningsresortet Snowbird i Utah, USA.
Dick Bass definerede efter sin bestigning af Mount Everest i 1985 den efterfølgende så attråværdige bedrift at bestige de højeste bjergtoppe på alle syv kontinenter, en bedrift, som han betegnede Seven Summits, og han er – så vidt vides – den første som gennemførte bedriften.
De syv bjergtoppe som Dick Bass besteg inden for 2 år og 100 dage er:
- Aconcagua (Sydamerika) 6.962 m – besteget 21. januar 1983
- Denali (Mount McKinley) (Nordamerika) 6.194 m – besteget 6. juli 1983
- Kilimanjaro (Afrika) 5.885 m – besteget 1. september 1983
- Elbrus (Europa) 5.642 m – besteget 13. september 1983
- Vinson (Antarktis) 4.892 m – besteget 30. november 1983
- Kosciuszko (Australien) 2.228 m – besteget december 1983
- Mount Everest (Asien) 8.848 m – besteget 30. april 1985

Dick Bass definerede det australske bjerg Kosciuszko (2.229 m) som det højeste på det australske kontinent, og derfor betegnes de syv toppe som Dick Bass besteg for Bass-listen. Senere mente bl.a. Reinhold Messner, at eftersom New Guinea ligger på den australske kontinentalplade burde det være det højere Puncak Jaya (el. Carstensz Pyramid) på 4.884 m, der ligger på den indonesiske del af New Guinea, som reelt burde være en del af Seven Summits. Denne liste betegnes Messner-listen.